# Banco Jacob Safra Suíça
O Bank Jacob Safra (Suíça) AG era uma instituição bancária comercial de serviço completo com sede em Genebra, Suíça. Como parte do Grupo Safra de instituições financeiras, em 2013, ele se fundiu com o Bank Sarasin & Cie, quando esse banco foi adquirido pelo Grupo Safra, resultando na entidade combinada denominada J. Safra Sarasin.

## Serviços
Além de Genebra, o Bank Jacob Safra (Suíça) AG estava presente em Zurique, Lugano, Gibraltar e Mônaco. A maioria de suas operações consistia em serviços financeiros e gestão de patrimônio privado. Além disso, o banco também oferecia serviços de corretagem, negociação de títulos, financiamento de leasing e serviços de correspondente bancário.

## História
Batizado em homenagem a Jacob Safra, o patriarca, o banco iniciou suas operações por meio da aquisição do Uto Bank AG (Zurique) em junho de 2000. Ele cresceu para 15 bilhões de CHF em ativos sob gestão em menos de 6 anos.
Em fevereiro de 2006, o Bank Jacob Safra expandiu suas operações em Mônaco por meio da aquisição das operações monegascas da Banca Gottardo, a Banque du Gothard (Mônaco), elevando seus ativos sob gestão para 17,2 bilhões de CHF.
Em 2013, o Grupo Safra adquiriu o Bank Sarasin & Cie, combinando as duas empresas para se tornar o Bank J. Safra Sarasin.